# Île de Rosservo
L'île de Rosservo est un îlot côtier, accessible à marée basse, au large de Lampaul-Ploudalmézeau dans le nord du Finistère. Elle se trouve à 430 mètres de l'île du Bec.

## La vague "Annaëlle"
Situé au nord de l'île de Rosservo, le site de la vague "Annaëlle", découverte au début des années 2 000 par Laurent Jedoudez, est difficilement accessible ; c'est une vague déferlant sur une dalle rocheuse, qui est souvent redoutable, voire effroyable ; elle attire le gratin du bodyboard mondial, le "7e Annaëlle Challenge" a été organisé en décembre 2021 avec 16 compétiteurs et remporté par Pierre-Louis Costes, pour qui "Annaëlle" est « l'une des meilleures vagues de reef en  France, si ce n'est la meilleure ».

## Histoire
L'île abrite les vestiges d'une croix médiévale et un four à goémon de douze mètres de long.

## Environnement

### Faune

#### Insectes
Le perce-oreille et la sauterelle ponctuée habitent l'île ainsi que trois espèces de papillons de jour recensées à ce jour : le machaon, le myrtil et la piéride de la rave.

#### Oiseaux
Des sternes pierregarin y ont été observées en 1967, ainsi qu'un couple de pipits maritimes en 2011, et un torcol fourmilier.

### Flore
Le panicaut maritime, espèce protégée en Bretagne, est présent sur l'île.